# Adriana Córdoba
Adriana Córdoba Alvarado, née le 18 octobre 1969 à Bogota est une travailleuse sociale, politicienne, consultante et défenseur des droits de l'homme colombienne qui a occupé le poste de secrétaire à la planification sous l'administration locale de Claudia López en tant que maire de Bogota du 1er janvier 2020 jusqu'à sa démission le 30 décembre 2020. Córdoba avait auparavant été première dame de Bogota de 1995 à 1997 et, de 2001 à 2004, épouse d'Antanas Mockus, deux fois maire de Bogota,.